# Praça Monsenhor Caminha
Praça Monsenhor Caminha, também conhecida por Praça da Matriz, é uma praça localizada no centro de Pau dos Ferros, município no estado do Rio Grande do Norte, Brasil.

## Histórico
Seu nome é uma homenagem ao monsenhor Manoel Caminha Freire de Andrade, pároco que atuou como vigário da paróquia de Pau dos Ferros de 1940 até 1991. A praça foi construída em frente ao mercado público e ao lado da Igreja Matriz de Nossa da Conceição, em 1942, durante a gestão do prefeito Francisco Fernandes de Sena, e era formada por duas vias estreitas que permitiam o acesso de veículos entre os lados da avenida. No final da praça, havia um coreto, utilizado pela banda de música municipal para suas apresentações, todos os finais de semana, durante a noite.
Durante a gestão de Licurgo Nunes Ferreira (1948-1953), foi construído um pavilhão, que levou a denominação Cônego Caminha e, em seu pavimento superior, possuía um salão de dança utilizado pela banda musical Os Brasas em apresentações. Na gestão de seu sucessor, José Fernandes de Melo, foi erguido o atual Obelisco. A praça viria a ser demolida e reconstruída durante o primeiro mandato do prefeito José Edmilson de Holanda (1970-1973), mantido o Obelisco. A nova praça foi projetada pelo arquiteto Francisco de Assis Freitas Amorim, reconstruída e reinaugurada em 1º de maio de 1972, ano do sesquicentenário da independência do Brasil, sendo por isso denominada Praça do Centenário. Havia uma concha acústica, com uma frase do poeta Castro Alves, sob os seguintes dizeres: “A praça é do povo como o céu é do condor”.
Somente na gestão do prefeito Leonardo Nunes Rêgo (2005-2012), a praça ganhou sua forma atual, passando por uma ampla reforma em parceria realizada entre os governos municipal e federal, sendo transformada em uma praça única. A inauguração oficial da praça ocorreu em 27 de junho de 2009.

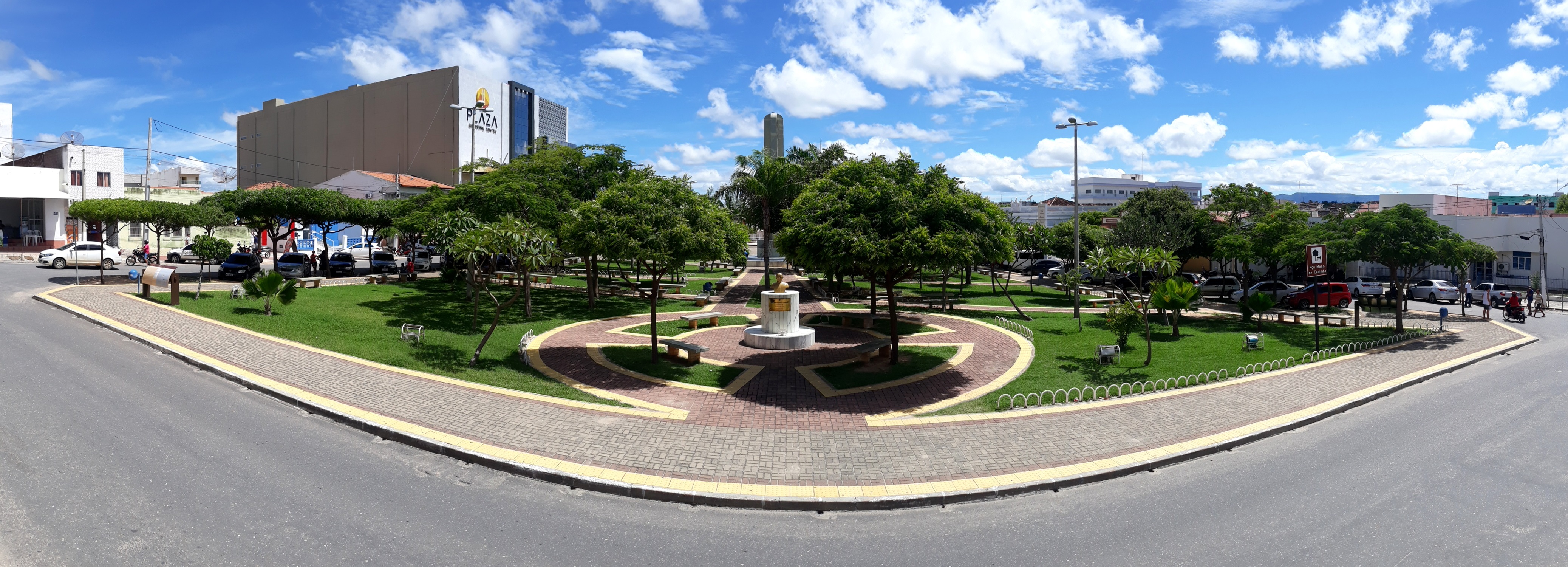
Visão frontal da praça, com o busto do Monsenhor Manoel Caminha Freire de Andrade ao meio e o obelisco ao fundo

## Obelisco

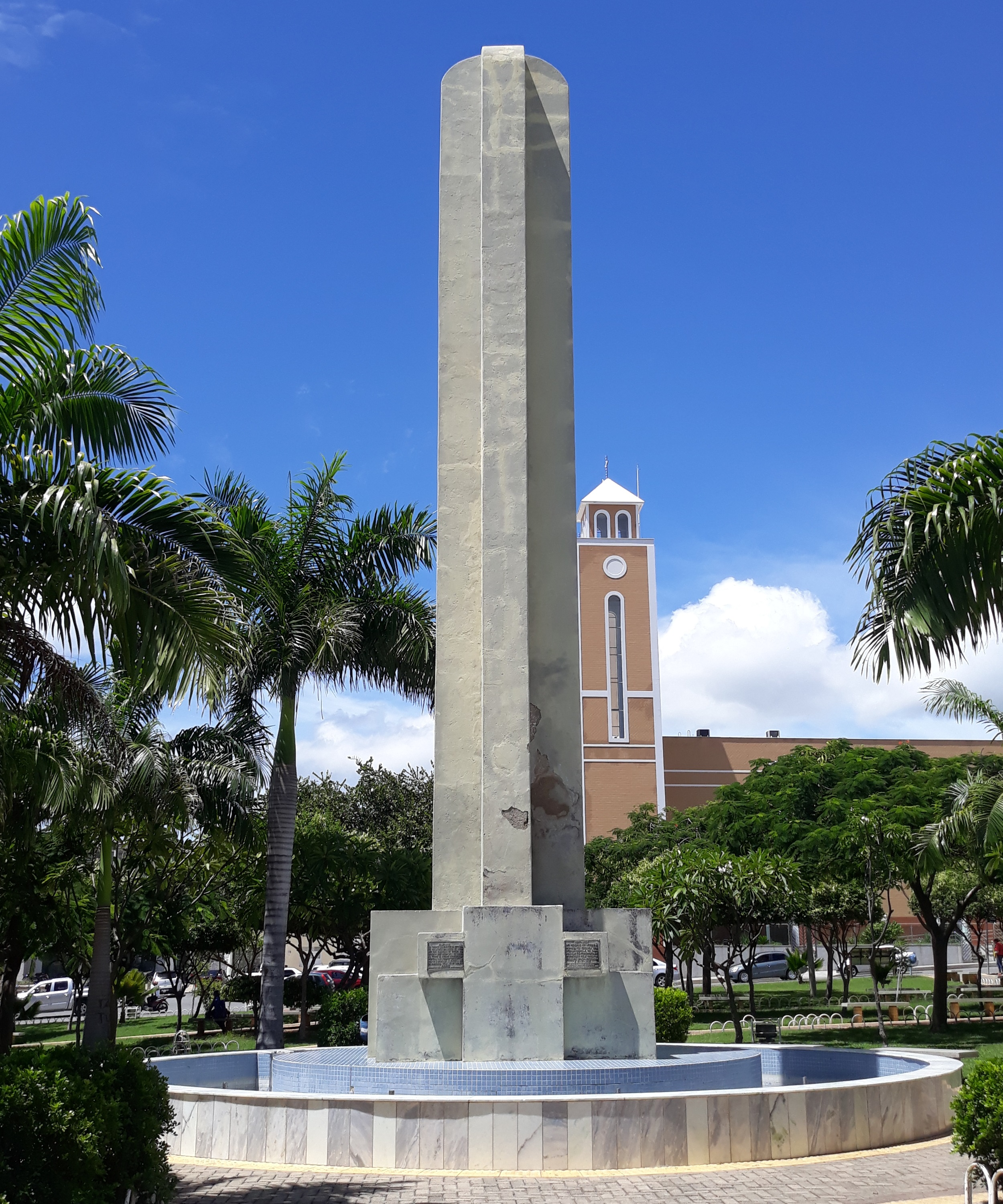
O Obelisco com a Igreja Matriz de Nossa Senhora da Conceição ao fundo

Em maio de 1955, por encomenda do prefeito municipal José Fernandes de Melo, sucessor de Licurgo, o arquiteto baiano Oscar de Sousa Lelis projetou um obelisco para ser construído no meio da praça, como forma de comemorar o centenário de criação do município de Pau dos Ferros e o bicentenário da paróquia. Sua inauguração formal aconteceu em 14 de dezembro de 1956. Em sua parte inferior, voltada para o norte, há duas placas de bronze. Na placa do lado esquerdo estão os seguintes dizeres:
| “ | 1856 – 1956 – NO TRONCO DE FRONDOSA OITICICA OS VAQUEIROS GRAVARAM OS FERROS DAS FAZENDAS DA REGIÃO, HERÁLDICA DOS SENHORES DE GADO. EM TORNO DA ÁRVORE VULGARIZADA POR “PAU DOS FERROS” DESENVOLVEU-SE O POVOADO, ELEVADO À SEDE MUNICIPAL PELA LEI N.º 344, DE 4-9-1856 ADMINISTRAÇÃO DO PREFEITO JOSÉ FERNANDES | ” |

Por sua vez, na placa do lado direito:
| “ | NO POVOADO EM HONRA À VIRGEM FOI ERGUIDA UMA TOSCA CAPELA, NA QUAL ORARAM OS PRIMEIROS PAU-FERRENSES. PELA GRAÇA DE DEUS FOI CRIADA A FREGUESIA A 19-12-1756 DOIS SÉCULOS DE FÉ ENOBRECE ESTE POVO, SÚDITO DA IMACULADA CONCEIÇÃO, PAROQUIATO DO CÔNEGO MANOEL CAMINHA FREIRE | ” |